# Time Out of Mind (film)
Pour les articles homonymes, voir Time Out of Mind (homonymie).
Pour plus de détails, voir Fiche technique et Distribution.
Time Out of Mind est un film dramatique américain, réalisé et coécrit par Oren Moverman, sorti en 2014.

## Synopsis
La lente descente dans l'enfer de la précarité au pays de la réussite, George, sans abri vieillissant, traine dans les rues de New York et perd lentement l'esprit. De foyers insalubres en marches fatigantes, de demandes d'aides sociales en humiliations diverses, il continue son chemin difficile en espérant maladroitement renouer avec sa fille et retrouver un statut social qui semble perdu pour toujours. Dans la ville monstrueuse qui se souciera d'un mendiant? A fortiori s'il ne sait plus s'il veut vivre ou s'il veut juste trouver un endroit pour dormir et oublier ...

## Fiche technique
- Titre original : Time Out of Mind
- Réalisation : Oren Moverman
- Scénario : Oren Moverman et Jeffrey Caine (en)
- Photographie : Bobby Bukowski
- Décors : Kelly McGehee ou Jessica Petruccelli selon les sources
- Costumes : Catherine George
- Son : Felix Andrew
- Montage : Alex Hall
- Production : Miranda Bailey, Richard Gere, Lawrence Inglee (en), Caroline Kaplan (en), Bill Pohlad (en) et Edward Walson
- Sociétés de production : Cold Iron Pictures et Lightstream Pictures
- Pays d'origine :  États-Unis
- Langue originale : anglais
- Format : couleur
- Genre : drame
- Durée : 120 minutes
- Dates de sortie :
  - Canada : 7 septembre 2014 (Festival international du film de Toronto 2014)
  - États-Unis : 18 septembre 2015
  - France : 4 avril 2017 en VOD

## Distribution
- Richard Gere : George
- Jena Malone : Maggie
- Danielle Brooks : la réceptionniste
- Abigail Savage (en) : Sabrina
- Yul Vazquez : Raoul
- Ben Vereen : Dixon
- Geraldine Hughes : Marie
- Brian d'Arcy James : Mark
- Kyra Sedgwick : Karen/fausse Sheila
- Steve Buscemi : Art
- Jeremy Strong : Jack
- Thom Bishops (Tarek Bishara) : Ameer
- Lisa Datz : Laura
- Tonye Patano : Mme Jackson
- Colman Domingo : M. Oyello

## Distinctions

### Récompenses
- Festival international du film de Toronto 2014 : Prix FIPRESCI (sélection « Special Presentations »)